# Gare de Hausbergen
La gare de Hausbergen est une gare de triage française, située au nord-ouest de Strasbourg sur la ligne Paris - Strasbourg, à trois kilomètres au nord de la gare de Strasbourg-Ville.
Le triage s'étend sur 100 ha, répartis sur les territoires de plusieurs communes : Schiltigheim (20 ha), Bischheim (20 ha), Hœnheim (8 ha), Niederhausbergen (2 ha), Souffelweyersheim (40 ha) et Mundolsheim (10 ha). Devant le nombre de communes concernées, et afin de n'en favoriser aucune, il fut décidé de donner le nom des collines de Hausbergen, au pied desquelles il se situe.
Le site comprenait également un important dépôt de locomotives à vapeur.

## Situation

### Situation géographique
Le Hausbergen est un ensemble de collines situées au nord-ouest de Strasbourg, sur le territoire des communes de Niederhausbergen, Mittelhausbergen, Oberhausbergen et Mundolsheim. Il s'agit du point culminant de l'Eurométropole de Strasbourg avec une altitude d'environ 190 mètres.
La première mention du site, au VIIIe siècle, serait "Huguesbergen" d'après le nom propre « Hugues ».
Étymologiquement, le nom Hausbergen provient de l'allemand "Haus" (« maison ») et "Berg" (« mont »). Les noms des trois communes font référence à leur position géographique : "Ober" (« sur »), "Mittel" (« au milieu ») et "Nieder" (« en bas »). 
Le site a été le théâtre de la bataille de Hausbergen opposant le 8 mars 1262 l'évêque de Strasbourg, Walther de Geroldseck, à la ville de Strasbourg menée par ses bourgeois et soutenue par Rodolphe Ier de Habsbourg, landgrave de Haute-Alsace et prétendant au trône du Saint-Empire (dont il sera empereur en 1273, mettant ainsi fin au Grand Interrègne). 
Deux forts y sont construits (actuels forts Frère et Foch) lors de la période du Reichsland Elsass-Lothringen ainsi qu'un troisième (Ducrot) au pied de la partie nord des collines. En 1970, un relais hertzien est érigé dans la partie sud. 
La gare de triage se trouve à deux kilomètres à l'est des collines.

### Situation ferroviaire
La gare de Hausbergen est située au point kilométrique (PK) 497,208 de la ligne de Noisy-le-Sec à Strasbourg-Ville (dite ligne Paris - Strasbourg). Elle est aussi l'origine du raccordement de Strasbourg-Cronenbourg, utilisé pour desservir la gare aux marchandises de Cronenbourg, de la ligne de Graffenstaden à Hausbergen, qui permet aux trains de fret de contourner la gare de Strasbourg-Ville, et du raccordement de Bischheim, qui rejoint la ligne de Strasbourg à Lauterbourg.
L’ancien bâtiment principal de la gare de Hausbergen est situé « Cour de Gare », sur le territoire de la commune de Souffelweyersheim, au bord de l'autoroute A4.
Les rotondes se trouvaient au nord-ouest du site, « rue du Dépôt », également sur le territoire de la commune de Souffelweyersheim.

## Historique

### Jusqu'en 1937

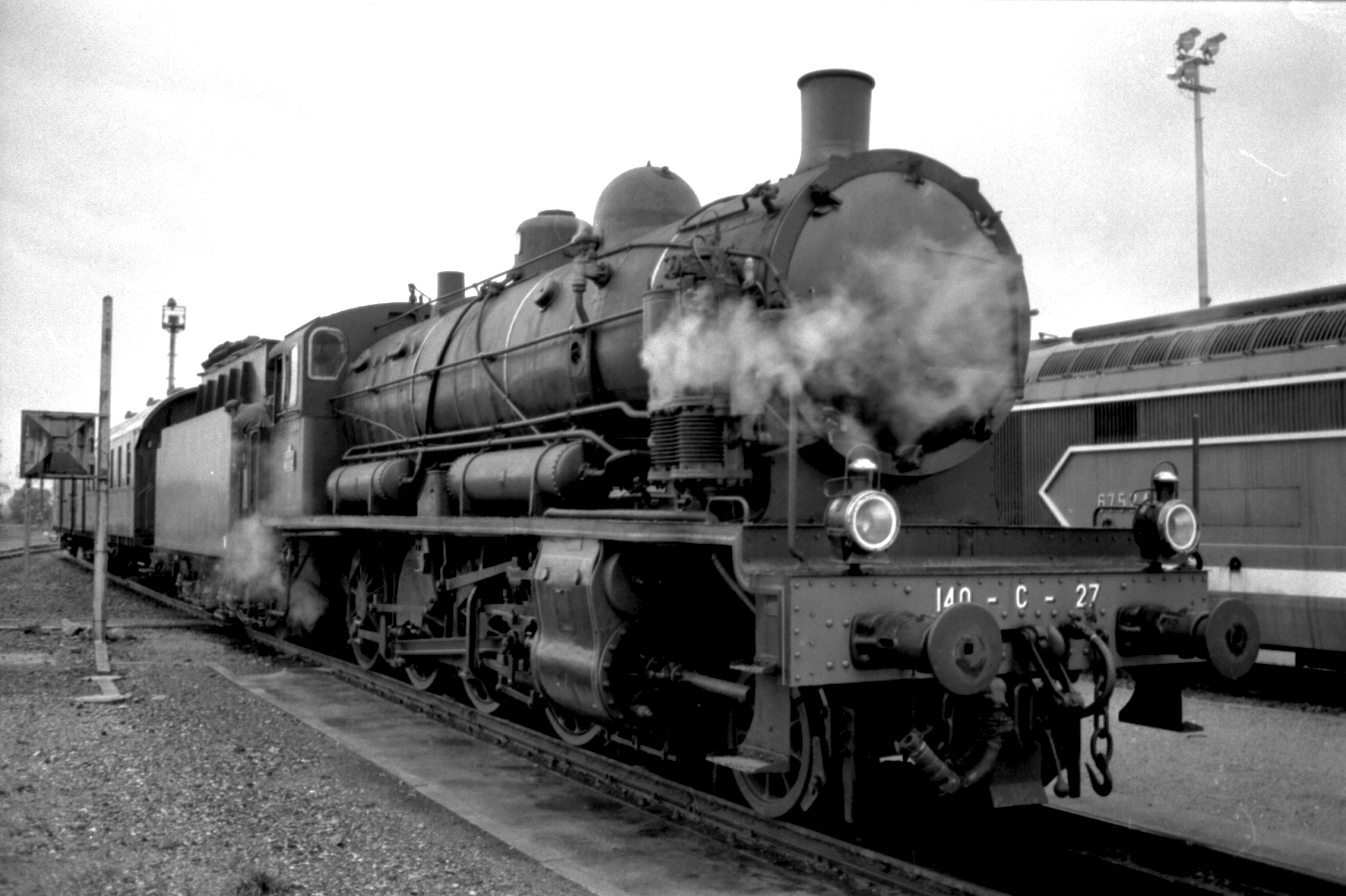
La 140 C 27 CITEV à Hausbergen, en 1979.

À la fin du XIXe siècle, la gare de triage de Strasbourg, située le long de la gare de Strasbourg-Ville et qui faisait également office de gare aux marchandises, était devenue trop petite. La construction d'un nouveau triage fut alors envisagée.
Mis en chantier en 1902, le triage de Hausbergen est inauguré en 1906 par la Direction générale impériale des chemins de fer d'Alsace-Lorraine (EL). L'ancienne gare de triage devient le dépôt pour les rames voyageurs de la gare de Strasbourg-Ville (actuelle « gare basse »).
Des voies réservées aux trains de voyageurs traversent la gare de triage sur son flanc est. Sur l'extrême marge est se trouvent aussi trois voies d'environ deux kilomètres, une à large quai et deux d'attente, réservées aux militaires comme dans toutes les installations ferroviaires construites sous le régime allemand.
Sur la marge nord-ouest, le dépôt de locomotives, constitué de deux rotondes en grès des Vosges, est terminé en 1904. En face des rotondes se trouvait un chantier de combustibles d'une capacité de 7 000 tonnes. Un château d'eau de 500 à 600 m3 assurait l'alimentation des machines.
Au sud-ouest, une cité ouvrière pour les cheminots, Beamtenkolonie am Bahnhof Hausbergen, compte 9 maisons plurifamiliales.
À partir de 1912, la construction d'une nouvelle ceinture de fortifications est entreprise autour de Strasbourg : deux forts surplombent le triage sur les collines de Hausbergen ; l'un d'eux est construit à l'extrémité nord du triage.
Le 19 juin 1919, la gare entre dans le réseau de l'Administration des chemins de fer d'Alsace et de Lorraine (AL), à la suite de la victoire française lors de la Première Guerre mondiale.
Entre 1924 et 1927, 36 nouvelles maisons plurifamiliales sont construites au sein de la cité ouvrière.
Une troisième rotonde, en béton armé, est construite en 1927. Elle est complétée d'un atelier de réparation et d'un magasin.

### De 1938 à 1987
Le 1er janvier 1938, la SNCF devient concessionnaire des installations ferroviaires de Hausbergen. Cependant, après l'annexion allemande de l'Alsace-Lorraine, c'est la Deutsche Reichsbahn qui gère la gare pendant la Seconde Guerre mondiale, du 1er juillet 1940 jusqu'à la Libération (en 1944 – 1945).
Lors de la Seconde Guerre mondiale, les 27 mai et 25 septembre 1944, la gare de triage de Hausbergen fut bombardée par les Alliés, ainsi que Strasbourg et ses faubourgs.
Après la libération de Strasbourg, le 23 novembre 1944, les Allemands restent retranchés dans les forts autour de Strasbourg ; ceux des forts situés à côté du triage tentèrent, en vain, de saboter les aiguillages et de détruire les trois ponts traversant le triage jusqu'au 29 novembre où ils se retirèrent.
Mais le triage et ses alentours restèrent sous le feu des batteries allemandes jusqu'en avril 1945.
Dans les années 1950, les effectifs du dépôt de Hausbergen étaient de 100 machines dont des 230 K fuel, des 141 R, des 150 Y et des 040 D.
En 1954 le triage comportait :
- 132,7 km de voies (soit la distance Strasbourg - Saint-Louis) dont 97,2 km de voies de manœuvres et 35,5 km de voies de circulation pour les locomotives et trains de passage ;
- 476 aiguillages.

En 1962, le triage comporte un faisceau réception de 18 voies, un faisceau débranchement de 34 voies, un faisceau départ/relais de 24 voies, cinq postes d’aiguillages, quatre passages souterrains et un quai militaire .
En 1965, le triage de Hausbergen expédiait en moyenne 2 700 wagons par jour. Affecté au régime ordinaire (RO), il traite la majeure partie du trafic marchandises de l'Alsace, du port de Strasbourg ainsi que des raffineries de Reichstett et de Herrlisheim.
En 1970, le château d'eau ayant servi pour l'alimentation en eau potable de la main-d'œuvre lors de la construction du triage est rasé pour laisser la place à la future autoroute A4.
Dans les années 1970, le triage dispose de trois A1AA1A 62000 pour le débranchement des wagons et les manœuvres.

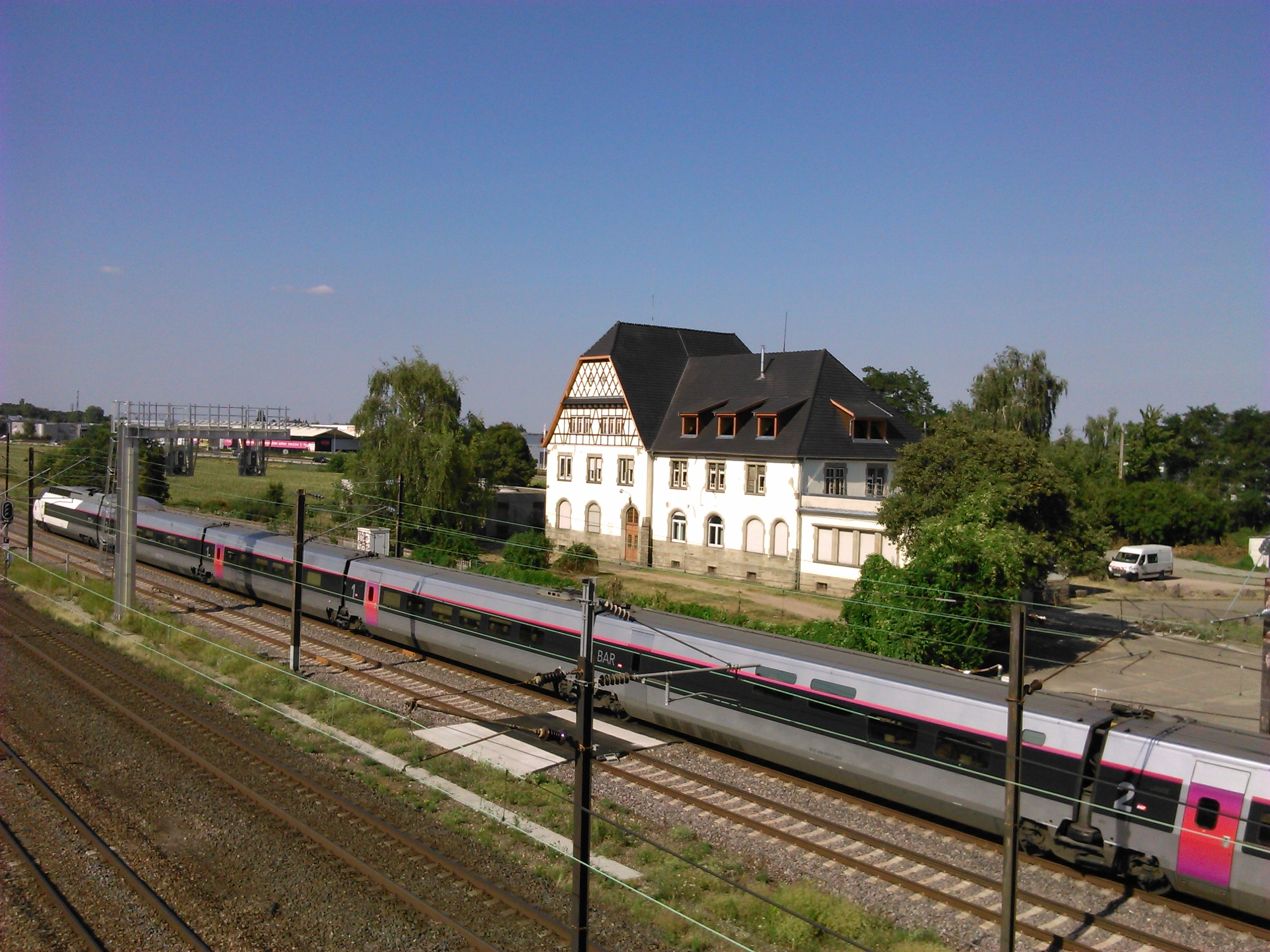
Un TGV en direction de Paris passe devant le bâtiment principal de la gare.

Un nouveau poste d'aiguillage tout relais à transit souple (PRS) est mis en service en 1976.
Le château d'eau du dépôt, n'ayant plus d'utilité depuis la disparition des machines à vapeur, fut amputé de sa partie supérieure en 1984 mais pas détruit.
Les rotondes sont démolies en 1987.

### À partir de 1988
En 1988, le pont riveté de Bischheim est démonté. Il est remplacé par un nouveau pont à 2×2 voies ouvert à la circulation en 1992.
À la fin des années 1980, un nouveau bâtiment (situé rue du Dépôt et surnommé « le bâtiment bleu ») comprenant notamment un bureau de douane destiné à vérifier les wagons quittant ou entrant en France est construit ; la plupart des services sont alors transférés du bâtiment principal de la gare à ce nouveau bâtiment
Jusqu'en 1990, une navette ferroviaire — en théorie réservée aux employés de la SNCF et surnommée « la Schnerr » — effectuait le trajet entre Hausbergen et la gare de Strasbourg-Ville,.
En juin 1994, le triage de Hausbergen avait expédié 20 415 wagons.

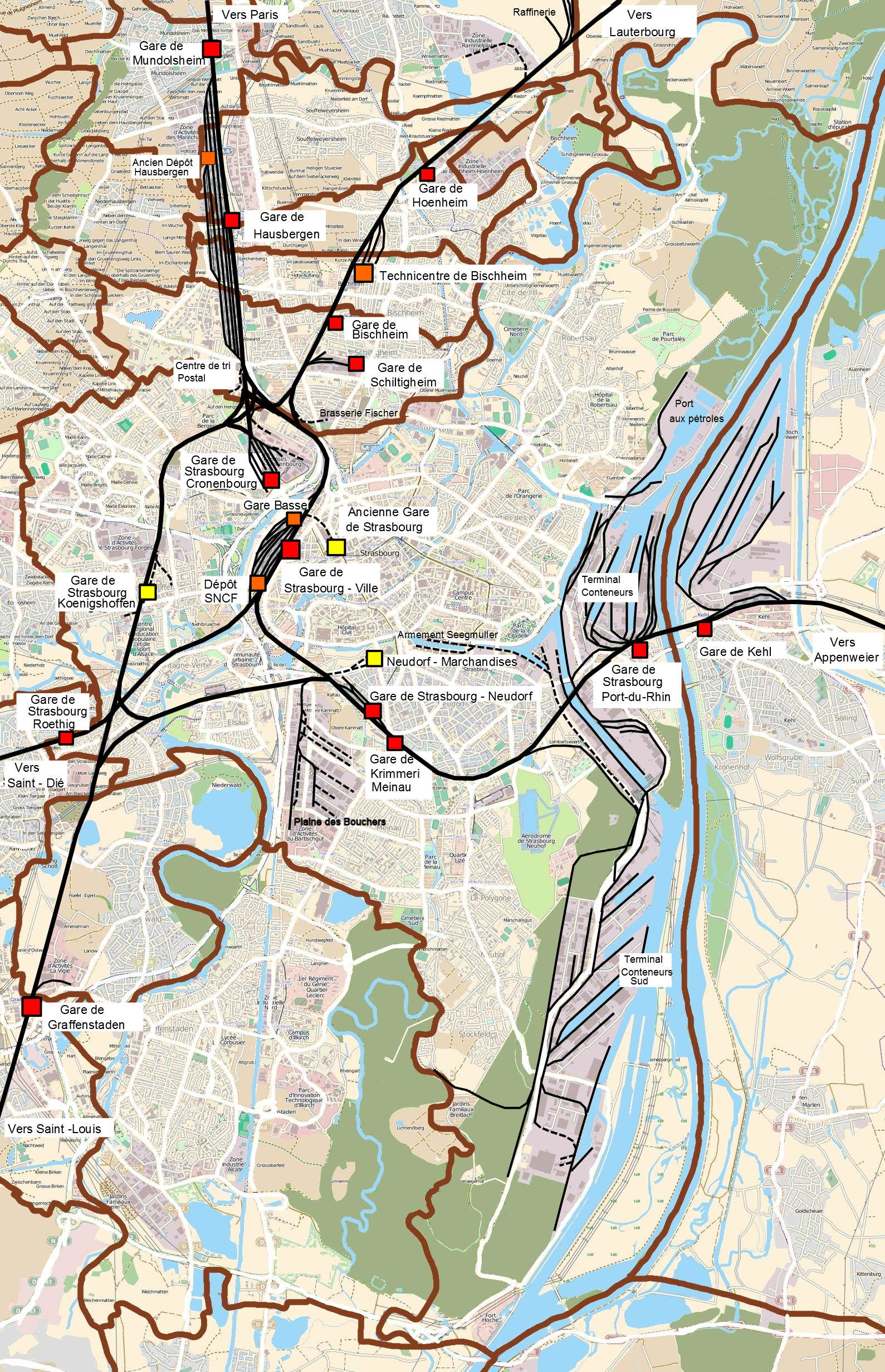
Plan du nœud ferroviaire de Strasbourg.

Dans les années 1990, la CNC a envisagé l'aménagement d'un terminal de transport combiné à Hausbergen afin de remplacer le terminal de Strasbourg-Cronenbourg. Le projet ne s'est finalement pas concrétisé.
L'ouverture des frontières de l'Europe communautaire, avec le départ de la douane, fit perdre beaucoup d'importance au triage de Hausbergen, d'autant plus que le trafic des conteneurs et de la messagerie était alors traité par la gare de Strasbourg-Cronenbourg. Depuis le début des années 2000, la chute de l'activité fret de la SNCF, couplé avec l'existence de plus petites gares aux marchandises spécialisées à Strasbourg (Strasbourg-Cronenbourg et Strasbourg-Port-du-Rhin) et la relative proximité des gares de triage de Woippy (plus grand triage de France) et dans une moindre mesure de Mulhouse-Nord, ont conduit à une forte baisse de l'activité du site. Les ateliers de réparation et de maintenance des wagons sont fermés le 28 janvier 2005. À partir du 1er juillet 2008, le tri à la gravité en utilisant la bosse est abandonné en faveur du tri à plat, ce qui ralentit considérablement le débit du triage. Hausbergen était équipé du système dit du « tir au but » : des freins de voies primaires et secondaires associés à des radars permettaient l’accostage des wagons à une vitesse d'un mètre par seconde. L’abandon de ce système est dû à une politique de réduction des coûts de Fret SNCF. Cette opération va permettre à l'activité d'économiser 124 500 euros par mois.
Les restes de la dernière rotonde du dépôt sont détruits durant l'été 2008.
Une nouvelle passerelle, reliant l'espace européen de l'entreprise et le centre-ville de Schiltigheim, réservée aux piétons et aux cyclistes devait être posée au-dessus du triage et de l'autoroute en mai 2014. Cependant si l'installation de la première partie par une grue géante s'est déroulée sans problèmes, la seconde partie de l'ouvrage n'a pas pu être posée en raison d'erreurs de calcul. Les travaux auraient dû reprendre fin septembre 2014, mais la première partie doit également être déposée pour être renforcée. L'ouverture de la passerelle est alors reportée au premier semestre 2015. Les travaux reprennent en novembre 2014. La passerelle, pesant 370 tonnes et ayant couté 8,5 millions d'euros (en comptant la réhabilitation du pont routier), est finalement ouverte le 7 mai 2015.
Début 2015, les voies de l'ancien quai militaire, inutilisées depuis de nombreuses années, sont déposées.
Une quatrième voie de circulation pour les trains de voyageurs longeant le triage est ouverte le 28 mars 2022.
Un pôle de maintenance des rames TER devrait être aménagé sur le site à l'horizon 2027. Ce projet comporte notamment un atelier, une station de ravitaillement en carburant et une machine à laver au défilé. Ce pôle de maintenance était initialement projeté à Schiltigheim mais il a été décidé de le déplacer à Hausbergen face à l'opposition des riverains.

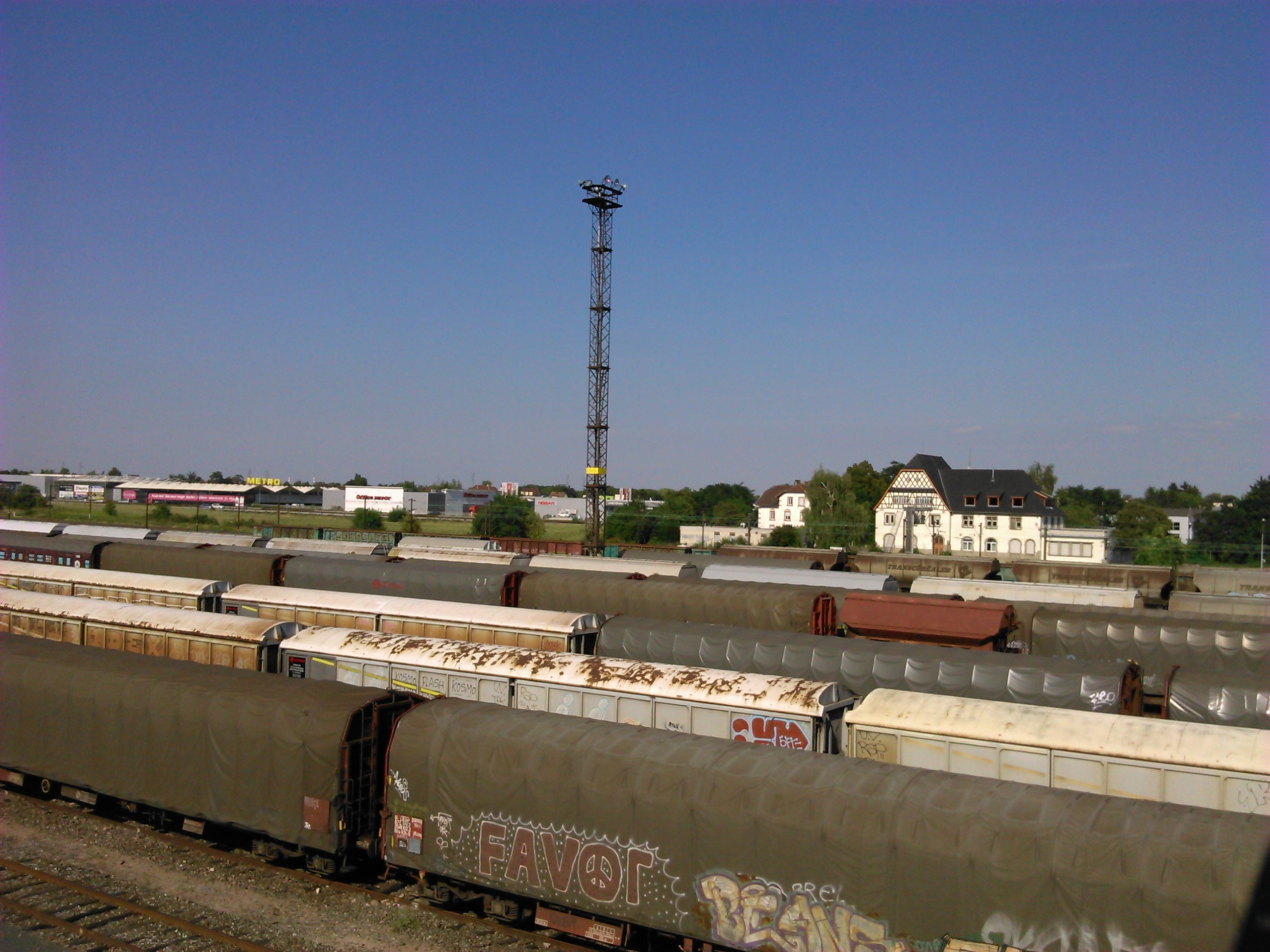
Le faisceau débranchement et l’ancien bâtiment principal.
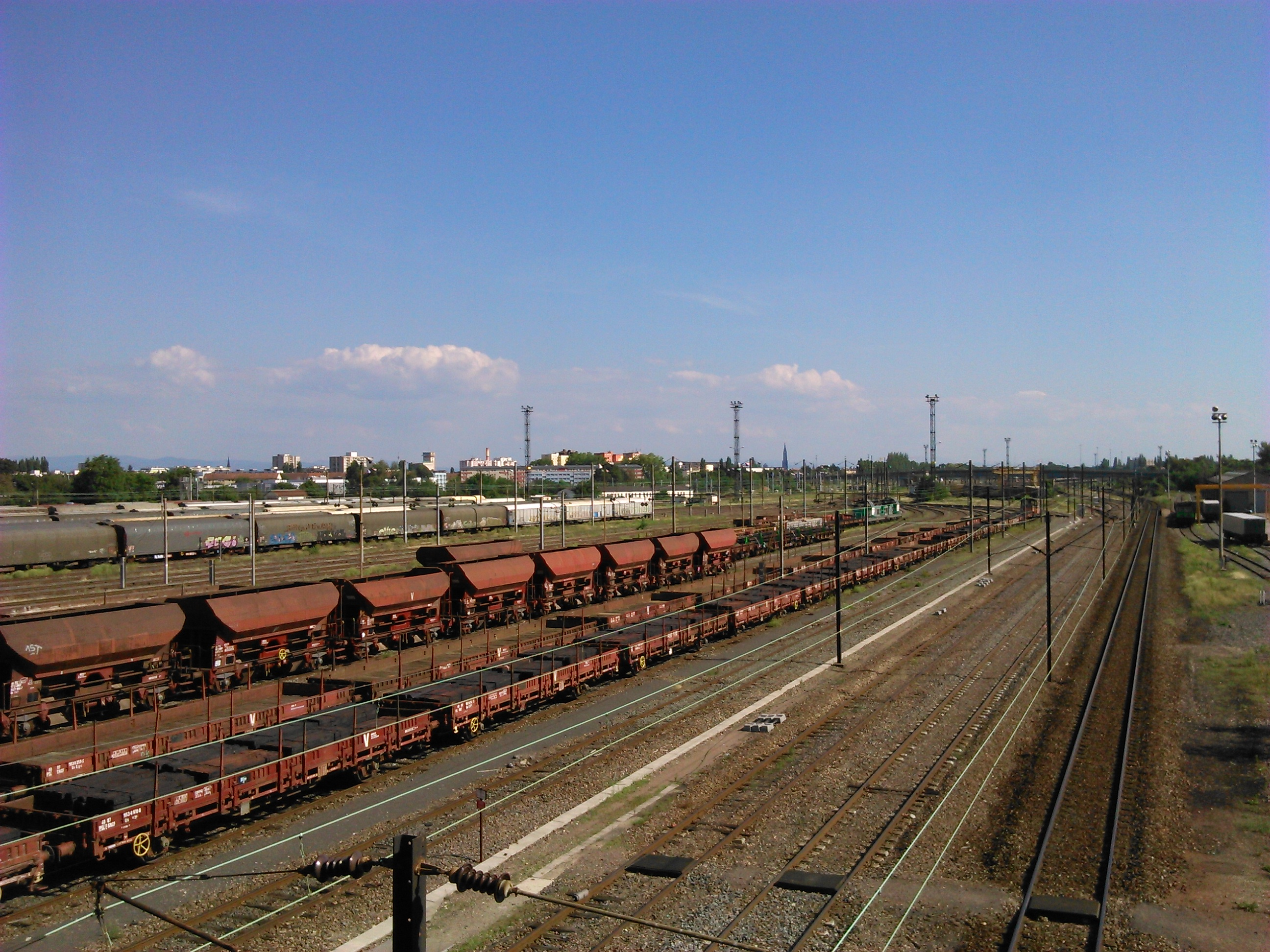
Vue sur les voies, direction Strasbourg.

## Caractéristiques
Le triage s'étend sur environ 3,7 km de long pour 300 mètres de large. Il comporte un faisceau réception de 18 voies, une bosse de tri (aujourd’hui inutilisée), un faisceau de débranchement de 40 voies, un faisceau de départ de cinq voies, un faisceau de remisage pour les rames TGV de six voies et deux faisceaux relais (pair et impair) de trois et quatre voies.
Hausbergen compte trois postes d’aiguillage : le poste 1 PRS à Schiltigheim (PK 498,9), le poste D à Souffelweyersheim (PK 496,6 et jouxtant le bâtiment bleu) et le poste F à Bischheim (PK 497,7).
Le dépôt, bien que ne comportant plus ni rotonde ni installation de distribution de carburant, est toujours utilisé pour le remisage des locomotives électriques et thermiques. Il dispose d'une passerelle pour l'inspection des toitures et d'installations de ravitaillement en sable. L’unité régionale des approvisionnements de SNCF Réseau occupe les anciens ateliers de réparation des wagons.
La gare est ouverte au trafic en wagon isolé.
Le document de référence du réseau (DRR) pour l'horaire de service 2019 indique que la cour marchandises de Hausbergen est « accessible après diagnostic et remise en état éventuelle ».
Hexafret, Captrain France, CFL Cargo et Europorte disposent de bureaux sur le site.

## Patrimoine ferroviaire
Une motrice du prototype TGV 001 est exposée en bordure de l'autoroute A4, à la sortie 50 Schiltigheim-Bischheim permettant l'accès au triage.
Le triage abritait aussi deux wagons classés le 27 mars 1990 au titre des monuments historiques : un wagon-citerne (datant d'entre 1910 et 1920) et un wagon-tombereau à vigie (datant de 1912), chacun équipé de deux essieux parallèles. Ils ont été déplacés aux ateliers SNCF de Romilly,.
Les rotondes et les postes d’aiguillage d’origine ont été détruits mais le bâtiment principal de 1906 (où se trouvait le poste de commandement du triage) et le château d’eau existent toujours. Une ancienne pompe à eau pour les locomotives à vapeur se trouve en bordure du faisceau relais impair.

Installations
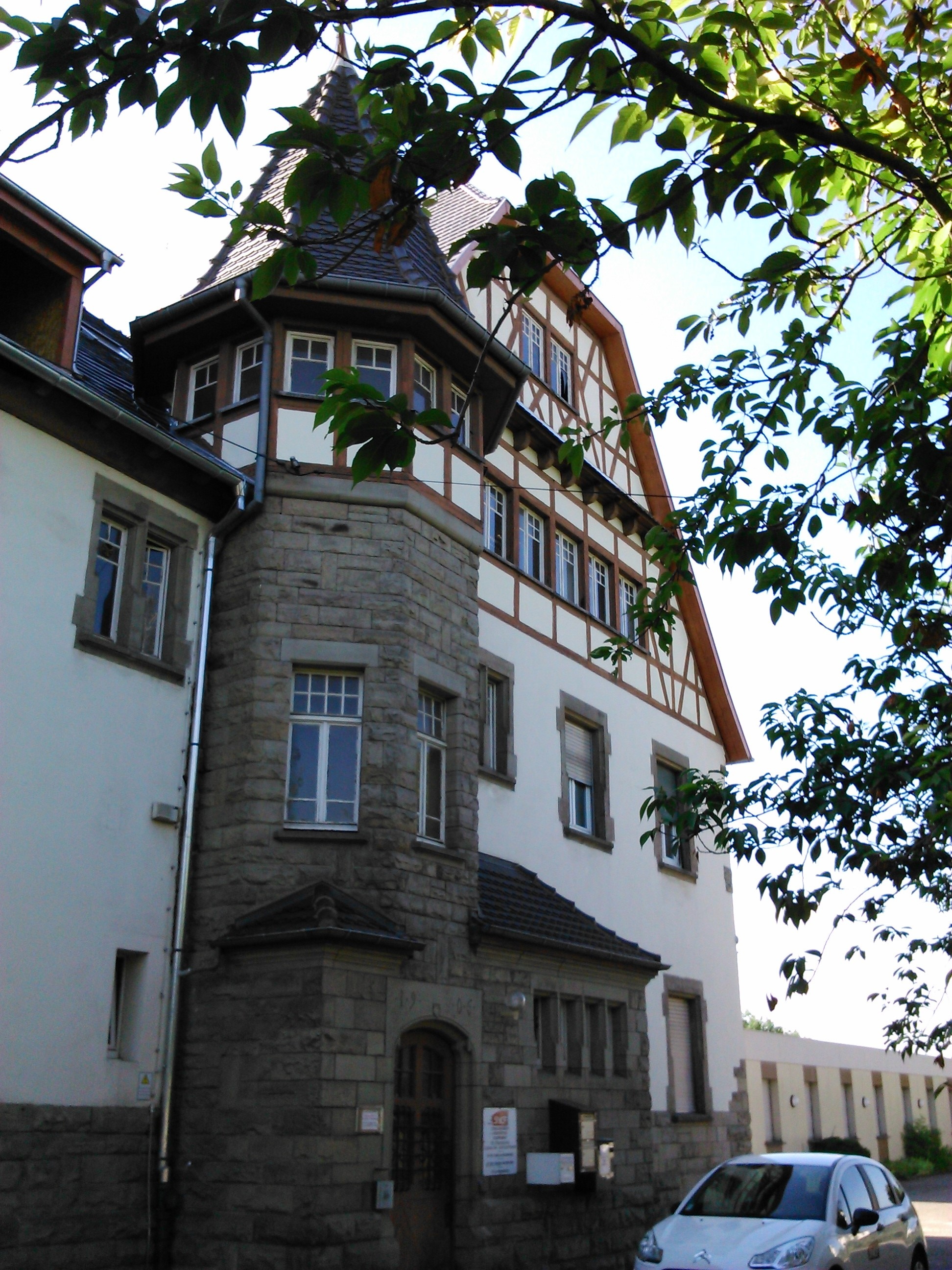
Bâtiment principal de la gare.
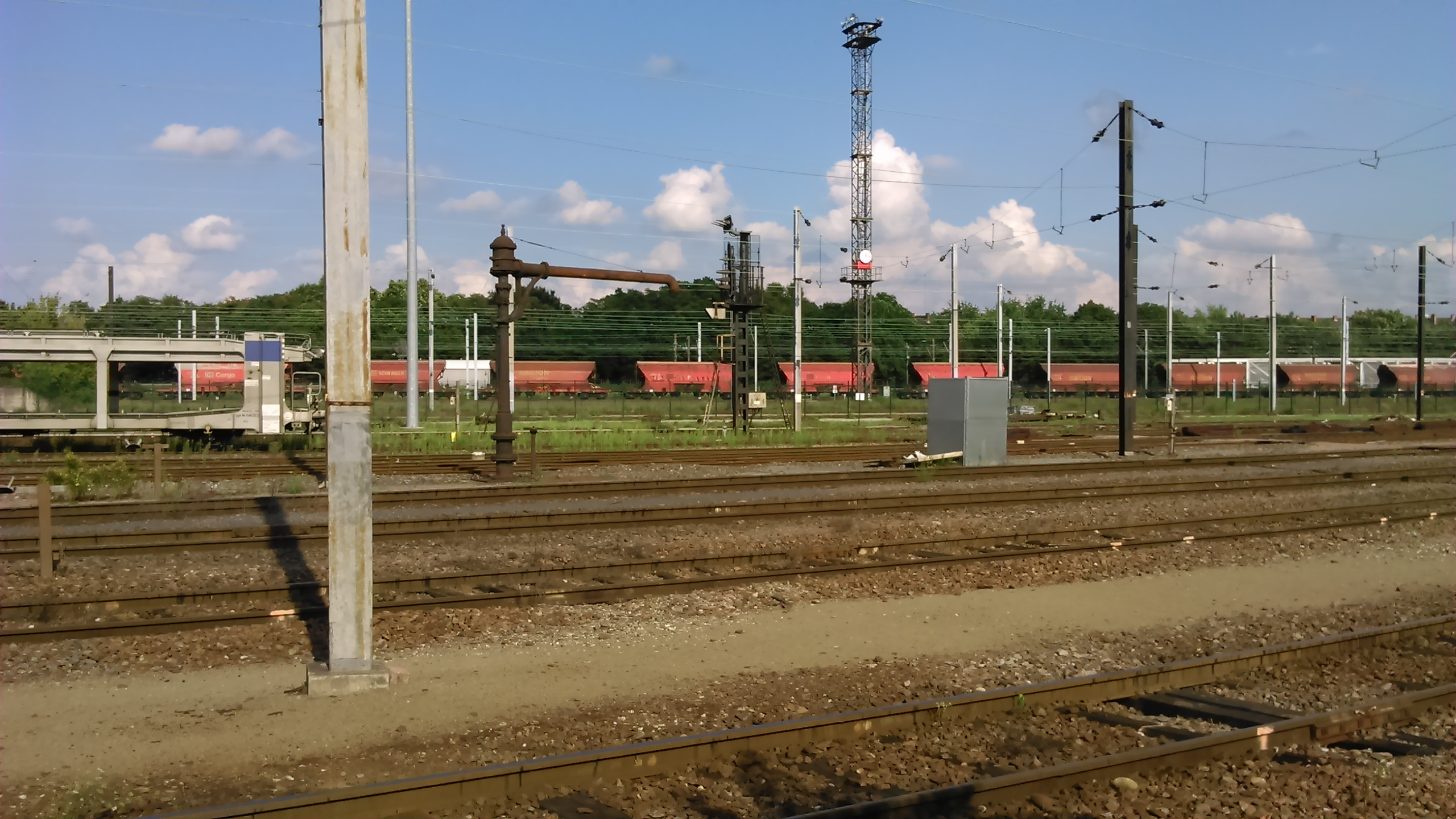
Ancienne pompe à eau.
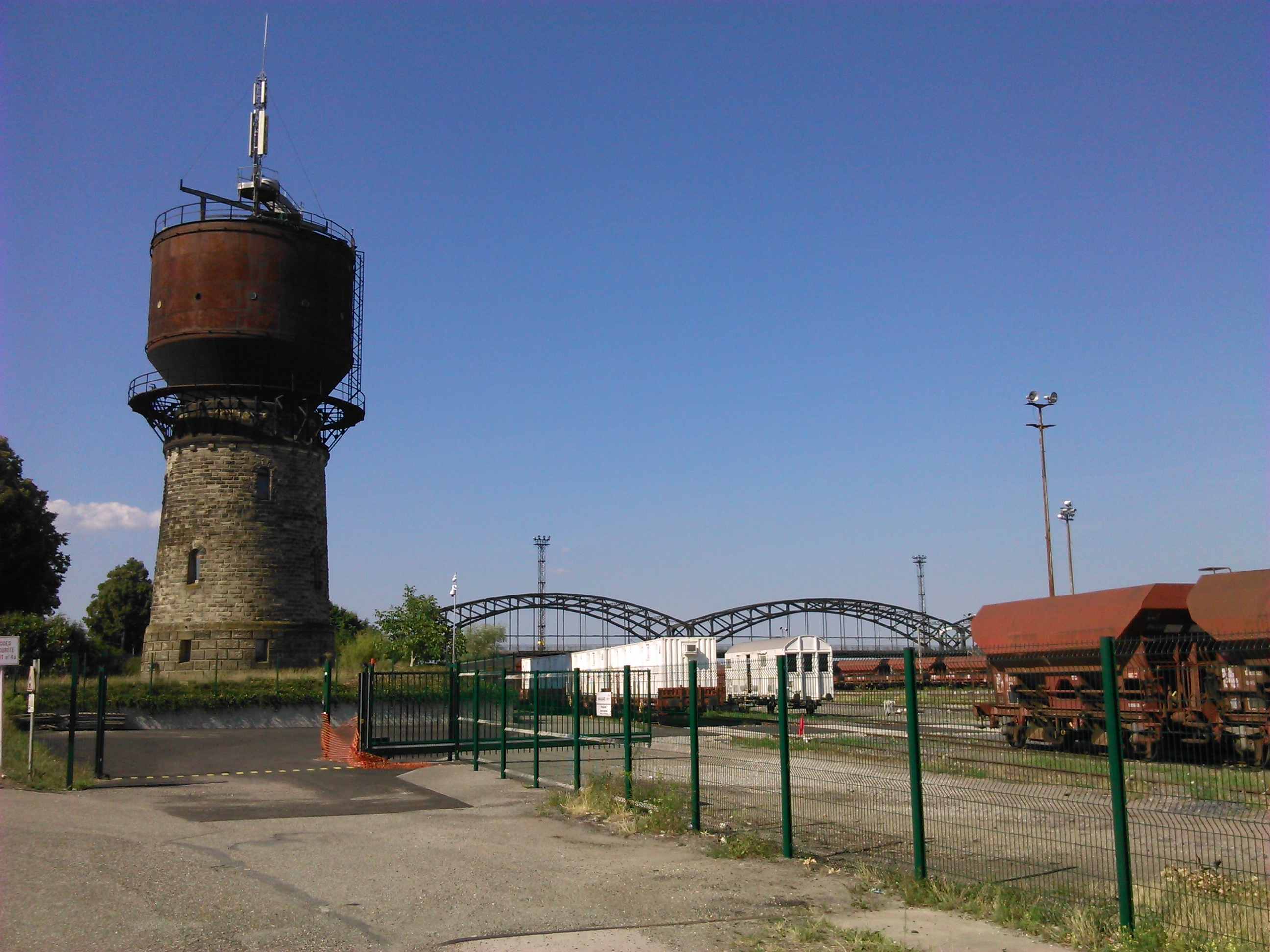
Ancien château d'eau.